# Чэнь Си
Чэнь Си (кит. 陈希; род. сентябрь 1953, Путянь, Фуцзянь) — китайский политик. Член Политбюро ЦК КПК и Секретариата ЦК КПК — в обеих должностях с 2017 года, — а также с того же года заведующий Организационным отделом ЦК КПК и ректор Центральной партийной школы КПК.
Выпускник престижного университета Цинхуа, с которым на протяжении порядка четверти века была связана его карьера, Чэнь достиг должности секретаря посткома университетского парткома (2002—2008). В 2008—2010 гг. заместитель министра образования, затем на партийной работе, а также возглавлял Китайскую ассоциацию по науке и технике (2011—2013). С 2013 года заместитель главы организационного отдела ЦК КПК, который возглавил в 2017 году. Тесно связан с Си Цзиньпином.
Член КПК с 1978 года. Член ЦКПД 17 созыва, член ЦК КПК 18 созыва, член Политбюро и секретарь ЦК 19 созыва.

## Биография
По национальности ханец.
Получил техническое образование в университете Цинхуа, куда сумел попасть по программе распределения детей из семей рабочих, крестьян и солдат — на исходе культурной революции. Как отмечается, в те же годы там обучался Си Цзиньпин, с которым Чэнь Си познакомился, став его близким другом. Значительную часть своей карьеры Чэнь Си провёл в альма-матер, где являлся секретарем комсомола, заместителем секретаря парткома, председателем профсоюза, с 2000 г. заместитель секретаря посткома парткома, в 2002—2008 гг. секретарь посткома парткома (сменит его на этом посту Ху Хэпин). В 1990—1992 гг. обучался по обмену в Стэнфордском университете (США).
В 2008—2010 гг. заместитель министра образования.
В 2010—2011 гг. заместитель секретаря парткома провинции Ляонин.
В 2011—2013 гг. секретарь партийной группы и первый секретарь секретариата Всекитайского научно-технического общества (преемник во главе того Deng Nan).
С 2013 года заместитель главы (1-й), с 2017 года глава организационного отдела ЦК КПК. Заместитель ответсекретаря XX съезда КПК (октябрь 2022 года).
В Политбюро ЦК КПК 19-го созыва (с 2017), полноправным членом которого состоит Чэнь Си, его указывают одним из наидавне связанных с Си Цзиньпином — с тех времен, когда тот был его однокашником в университете Цинхуа, учась там в 1975—1979 гг. Чэня называют одним из ближайших студенческих друзей Си Цзиньпина, с которым они жили в одной комнате, тот даже рекомендовал Чэня для вступления в партию.